# Ione Pinheiro
 Ione Maria Pinheiro  (Belo Horizonte, 18 de abril de 1966) é uma política brasileira. Atualmente é deputada estadual reeleita pelo Democratas(DEM).
Nas eleições de 2018, foi candidata a reeleição pelo DEM e foi reeleita com 55.634 votos. 